# US Go Home
Pour plus de détails, voir Fiche technique et Distribution.
US Go Home est un téléfilm réalisé par Claire Denis pour la chaîne de télévision Arte dans la collection Tous les garçons et les filles de leur âge en 1994. Il est diffusé pour la première fois sur la chaîne franco-allemande le 28 octobre 1994. Il raconte l'histoire d'une jeune fille, dans le milieu des années 1960, qui cherche à perdre sa virginité lors d'une fête où son frère est présent.
Après avoir accepté la commande en raison de son envie d'utiliser les musiques de son adolescence (une contrainte de la commande), Claire Denis découvre lors du casting les acteurs Grégoire Colin et Alice Houri avec qui elle tournera de nouveau par la suite. Particulièrement apprécié par des publications comme Les Cahiers du Cinéma ou Télérama (mais parfois moins par d'autres guides des programmes) ce téléfilm a une forte composante autobiographique.

## Synopsis
Martine, une adolescente vivant en HLM près d'une base militaire américaine dans la grande banlieue parisienne en 1965 ne pense qu'à une chose : perdre sa virginité. Avec une amie, Marlène, qui, elle, a déjà fait l'amour et fréquente des garçons plus âgés, elle est invitée à une fête où elle pense qu'elle pourra mener son projet à bien. Mais lorsqu'elles arrivent, se cachant pour observer la fête, les deux jeunes filles s'aperçoivent que les parents sont présents et qu'on y danse la farandole... Les deux jeunes filles décident alors de se rendre à une autre fête, celle où se trouve Alain, le frère aîné de Martine, qui ne voit pas d'un très bon œil sa sœur essayer de danser, « et plus si affinités » avec des garçons.
Au matin, sur le chemin du retour, Martine et Alain rencontrent un officier américain, le capitaine Vito Brown, qui accepte de les raccompagner chez eux. Là encore, la musique va attiser et dévergonder les passions et l'établissement de relations.

## Fiche technique
- Réalisation : Claire Denis (assisté de Mathias Honoré)
- Scénario : Claire Denis et Anne Wiazemsky
- Image : Agnès Godard
- Son : Hervé Chauvel et William Flageollet
- Montage : Dominique Auvray
- Décors : Arnaud de Moleron
- Costumes : Rosien Venin
- Producteurs exécutifs : Françoise Guglielmi, Élisabeth Deviosse, Yannick Casanova
- Producteurs délégués : Georges Benayoun et Paul Rozenberg
- Production : La Sept / Arte - IMA Productions - SFP Productions - Sony Music Entertainment (France)
- Durée : 68 minutes
- Date de diffusion : 28 octobre 1994 sur Arte

## Distribution
- Alice Houri : Martine
- Jessica Tharaud : Marlène
- Grégoire Colin : Alain
- Martine Gautier : la mère
- Vincent Gallo : Capitaine Vito Brown
- Antoine Chappey : l'autostoppeur
- Lionel Goldstein : le père twisteur
- Claire Laroche : une fille blonde
- François Jandin : le danseur de rock
- Micha Lescot : le danseur de Marlène
- Malcolm Conrath : le dragueur
- Vincent Colombe : le garçon infidèle
- Hermas Lasalle : le garçon de l'entrée

## Musique
Les titres des chansons par ordre d'apparition dans le film sont :
- Good Morning Little Schoolgirl des Yardbirds
- Le Chef de la bande de Frank Alamo
- Hey Gyp d'Eric Burdon & The Animals (morceau utilisé dans la scène où Alain danse seul dans sa chambre)
- I Believe to My Soul des Animals
- Adieu à un ami de Ronnie Bird
- SLC Jerk de Lionceaux
- Wooly Bully de Sam the Sham and the Pharaohs
- How You've Changed des Animals
- The House of the Rising Sun des Animals
- With a Girl Like You des Troggs
- Try a Little Tenderness d'Otis Redding
- My Lover's Prayer d'Otis Redding
- Wild Thing des Troggs
- The Girl Can't Help It des Animals
- We Gotta Get out of This Place des Animals
- In the Midnight Hour des Young Rascals
- Bring It on Home to Me des Animals
- Ma vie s'enfuit de Ronnie Bird
- Al Capone de Prince Buster
- These Days de Nico (générique de fin)

Le film s'ouvre sur un extrait d'une émission de Radio Caroline.

## Production

### Projet et scénario
La collection Tous les garçons et les filles de leur âge, commandée par la chaîne franco-allemande Arte, est une série de neuf téléfilms, parmi lesquels se trouvent aussi la version courte du film Les Roseaux sauvages d'André Téchiné, intitulée Le Chêne et le Roseau, et celle de L'Eau froide d'Olivier Assayas, intitulée La Page blanche. Le cahier des charges de la série demande de réaliser un film sur l'adolescence, dans une période laissée au choix du réalisateur entre les années 1960 et les années 1990 en utilisant la musique rock de l'époque, en évoquant le contexte politique et en incluant au moins une scène de fête. Chaque film doit durer environ une heure et dispose d'un budget d'environ cinq millions de francs, le tournage (en super 16) ne devant pas excéder vingt-cinq jours. US Go Home, qui aborde le milieu des années 1960, constitue le deuxième téléfilm de la série, venant après Le Chêne et le Roseau qui se déroule en 1962 et avant Portrait d'une jeune fille de la fin des années 60 à Bruxelles de Chantal Akerman, qui se passe en 1968.
Claire Denis hésite avant d'accepter la commande mais le fait de devoir utiliser la musique de l'époque emporte sa décision, en particulier la possibilité d'utiliser les morceaux rock de son adolescence qu'elle écoutait seule dans sa chambre comme ceux des The Animals, The Yardbirds ou Ronnie Bird. Elle considère par ailleurs à l'époque de la diffusion du film qu'il n'y a aucune différence en le fait de réaliser pour Arte ou pour le cinéma.
La réalisatrice travaille au scénario pour la première fois avec Anne Wiazemsky alors qu'elle a écrit ses autres films avec Jean-Pol Fargeau. Le scénario, selon Grégoire Colin, n'est long que de « quelques pages. »

### Casting et tournage
La jeune Alice Houri, quatorze ans au moment du tournage, ment sur son âge lors du casting pour obtenir le rôle de Martine. Celui qui joue son frère, Grégoire Colin, deviendra un des acteurs fétiches de Claire Denis et voit sa carrière réellement lancée avec ce téléfilm. Lors de son casting — fait dans l'urgence à la suite de la défection de l'acteur prévu pour cause d'accident —, il livre pourtant une mauvaise prestation qui aurait dû l'écarter du rôle. Mais Alice Houri déclare qu'il « fait semblant » de mal jouer, alors qu'il est très bon. Il est rappelé pour le rôle à sa grande surprise et il avouera par la suite à la réalisatrice qu'il a agi ainsi parce qu'il savait qu'elle recherchait un acteur amateur alors qu'il était déjà professionnel,. Claire Denis déclare en 2010 que dès les essais une alchimie s'est mise en place entre Grégoire Colin et l'équipe créant une émulation qui a duré durant tout le tournage. Les deux acteurs principaux de US Go Home seront aussi ceux du film suivant de la réalisatrice, Nénette et Boni, qu'elle réalisera, alors qu'elle avait un autre projet, à la suite du téléfilm, par envie de les retrouver : elle aura en effet  « l'impression de les avoir à peine découverts. » Claire Denis donne aussi un rôle à Vincent Gallo, qui avait déjà tourné avec elle dans Keep It for Yourself en 1991.
Le tournage, qui est le dernier de la collection, commence fin juin 1994, la réalisatrice terminant d'abord son film précédent, J'ai pas sommeil. Elle doit travailler rapidement et elle ne peut bénéficier que de quatre semaines de tournage. La cité où vit Martine est du même type que celles où Claire Denis a vécu sa propre adolescence en banlieue parisienne mais la configuration des lieux a évidemment changé depuis les années 1960 et un travail de reconstitution est nécessaire. Par ailleurs, les murs de la maison de la fête ont été repeints afin de donner aux visages des acteurs un aspect « livide. » Le fait que le scénario soit court laisse beaucoup de liberté aux acteurs, Grégoire Colin allant jusqu'à déclarer qu'il a « tout improvisé » sur ce film.
Le titre de travail du film est Boom-boom, en référence à la chanson du même nom mais comme celle-ci ne sera finalement pas utilisée, elle lui préfère finalement US Go Home qui sont les mots qui apparaissent sur un graffiti à la fin du film.

## Accueil critique

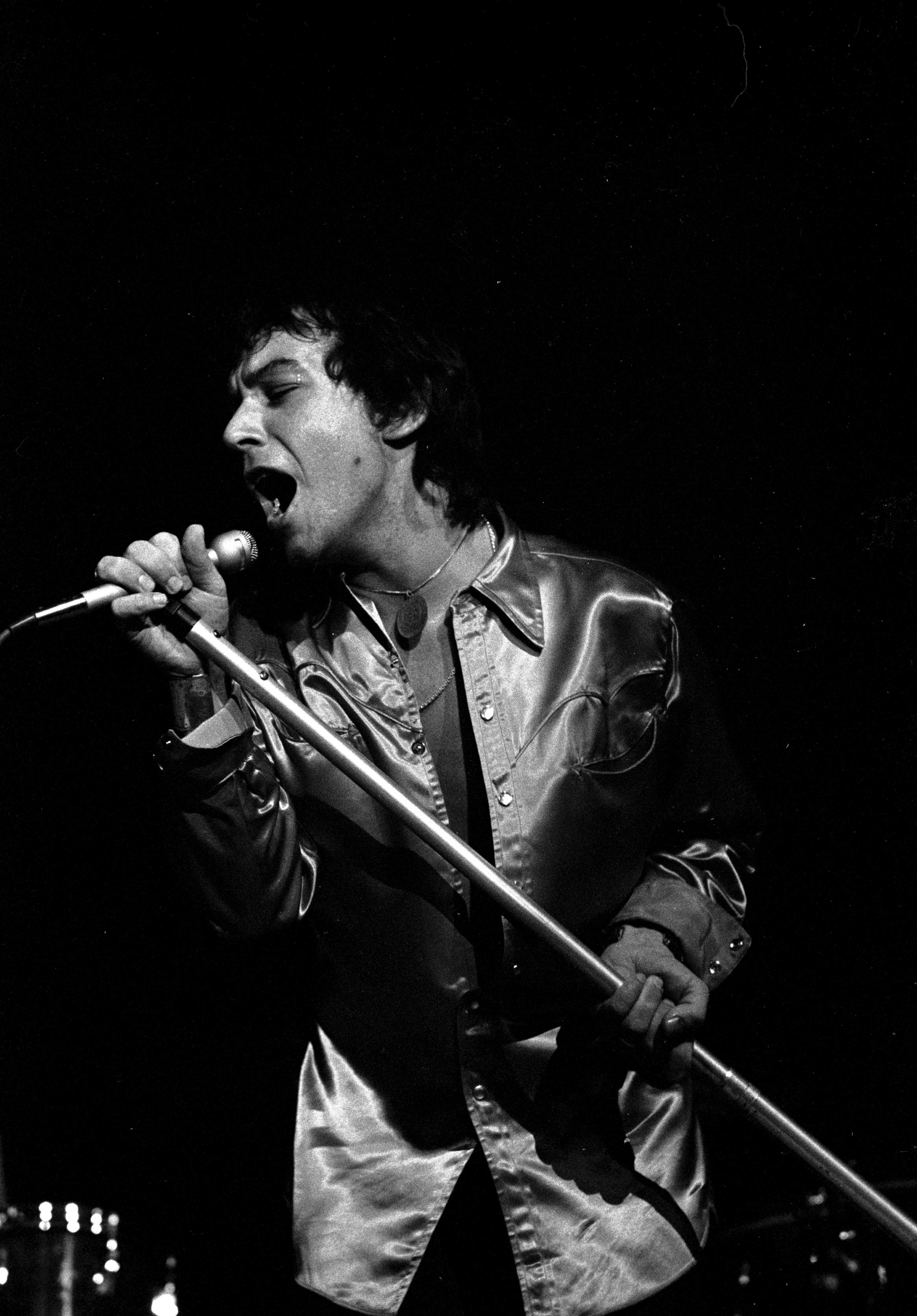
Eric Burdon, chanteur du groupe en, auteur de la chanson Hey Gyp sur laquelle Alain (Grégoire Colin) danse dans sa chambre.

Contrairement à trois autres téléfilms de la série, US Go Home ne connaît pas de version longue exploitée en salle : les droits musicaux pour une telle sortie seraient très importants et il faudrait longuement négocier avec Arte pour obtenir la possibilité de transformer ce téléfilm en long métrage.
Lors de la première diffusion télévisée, Télérama donne au film ce qui est à l'époque sa meilleure note possible soit TT. Le magazine souligne que, même s'il s'y trouve des marques de l'époque décrite (la présence de bases américaines en France, les personnages qui fument des Gauloises bleues ou apprennent le russe) le film est comme « atemporel. » Si le thème de ce téléfilm, que le magazine qualifie de « sobre essai d'une heure », reste classique, l'article souligne la qualité de jeu de ses acteurs : la scène lors de laquelle Alain danse dans sa chambre est considérée comme une « scène d’anthologie », tandis que le jeu de l'actrice principale, Alice Houri, est remarqué pour le contraste entre « son fou rire sans cesse menaçant » et « des éclats de douleur qui surgissent sans crier gare ».
D'autres guides des programmes sont plus mitigés : Télé 7 jours donne au film la note de 77 (sa note maximale est de 777), tandis que Télé poche et Télé Star déplorent les longueurs du téléfilm, ce dernier magazine notant que le rythme du film « peine à faire naît l'émotion. » Télé poche apprécie néanmoins la scène de la rencontre avec le G.I. et met deux étoiles au film (sur trois possibles) tandis que Télé Star apprécie les acteurs du film et lui met la note T (TT étant la note maximale).
À la même époque les Cahiers du cinéma se montrent enthousiastes, aussi bien sur l'ensemble de la collection Tous les garçons et les filles de leur âge que sur ce film particulier. Ils annoncent en couverture « Patricia Mazuy, Claire Denis, Chantal Akerman à l'assaut de la télévision. » Dans l'introduction au dossier que la revue consacre à la collection, qualifiée « [d']expérience unique à la télévision française », le film de Claire Denis fait partie pour la revue de ceux « à découvrir en priorité », Stéphane Bouquet considérant que Claire Denis « a réussi un des plus beaux films de la série » et qu'elle est « un très grand cinéaste du corps et des pulsions ». La scène de la fête dans la grande maison bourgeoise, est en particulier qualifiée « [d']intense moment de cinéma ». Il note qu'elle aborde le sujet des premières relations sexuelles de manière frontale en évitant toute vulgarité.
Lors d'une rediffusion de la série en 1997 le journal L'Humanité insiste particulièrement sur la qualité des acteurs, jugeant que « le couple frère-sœur que composent Grégoire Colin et Alice Houri illumine le film de Claire Denis ». À l'occasion d'une autre rediffusion de la série, cette fois en 1999, Libération, écrit que dans cette collection de téléfilms « cinq, au moins, sont des chefs-d'œuvre », incluant US Go Home parmi ceux-là.
Lors de la présentation du film à une rétrospective du travail de la réalisatrice à l'université Harvard en novembre 2008, le texte introductif décrit « U.S. Go Home [comme] le grand film, peu connu, de Claire Denis,. »

## Analyse

### Un téléfilm autobiographique mais pas nostalgique
Le film a une forte composante autobiographique : outre les musiques qu'écoutait Claire Denis durant son adolescence, le personnage de Martine a l'âge de Claire Denis lorsqu'elle est revenue vivre en France, précisément en banlieue parisienne, après son enfance en Afrique. Il faut noter que la situation de l'histoire en banlieue, entre la ville et la campagne, renvoie les personnages du films à leur statut d'adolescentes, entre l'enfance et l'âge adulte. Claire Denis, elle aussi vivait près d'une base militaire américaine à une époque où les sentiments des jeunes envers les États-Unis étaient « ambivalents » : elle faisait du baby-sitting dans des familles américaines, allait dans la base acheter des jeans ou des disques, mais militait contre la guerre du Viêt Nam. Par ailleurs le thème des relations frère-sœur tient à cœur à Claire Denis, au point qu'elle mettra en scène de nouveau Grégoire Colin et Alice Houri dans son film suivant Nénette et Boni. Cela notamment parce qu'elle a un frère plus jeune et qu'elle voit ces relations comme un amour franc où « on ne se doit rien » et où n'existe pas l'angoisse de la séparation comme dans la relation amoureuse, ce qui n'interdit pas l'agressivité. Néanmoins il s'agit d'un film au présent et non d'un film « nostalgique » où un adulte se remémorerait son adolescence : il n'y a pas d'épilogue qui en donne l'idée comme dans Chocolat, le premier film de Claire Denis.

### Personnages principaux et points de vue
Si Martine est le personnage principal de ce téléfilm, c'est parce que c'est elle qui est suivie dans ses déplacements par la caméra. Mais le film peut aborder d'autres points de vue : Marlène, par exemple, prend un moment la première place quand Martine la voit comme un modèle parce qu'elle a déjà fait l'amour.
Le téléfilm aborde l'importance obnubilante chez les adolescentes de la question des relations sexuelles. Or, habituellement, dans le cinéma français commercial, il est courant qu'une jeune fille perde virginité avec un séducteur plus âgé, sorte de figure paternelle, qui contrôle et facilite le passage de l'adolescente à l'âge adulte et à la maturité sexuelle. Mais ici, Martine, dont le père n'est jamais présenté ou évoqué dans le film, cherche à occuper et garder la place centrale de la narration face à un frère « dont la masculinité est littéralement ou symboliquement menacée. » Le film s'ouvre sur une scène où Alain lit un livre de Sénèque, ce qui laisse penser qu'il est le personnage principal, mais vient ensuite à une scène où Martine, en voix off, décrit l'univers protégé où elle vit, comme s'il fallait « corriger l'impression » donnée par la première séquence. Si Alain peut donner l'impression d'avoir de l'autorité sur Martine, comme lorsque la mère accepte que Martine aille à la fête uniquement si son frère l'accompagne, cette autorité est démentie par la mise en scène : lorsqu'Alain danse dans sa chambre, il se croit seul (et le spectateur l'imagine seul) avant de découvrir que Martine l'observe depuis une autre pièce. « En choisissant d'adopter le point de vue de Martine, Denis surprend Alain et le spectateur. Cette scène modifie la position privilégiée d'Alain comme figure autoritaire, et révèle sa vulnérabilité, annonçant son impuissance à venir. »
Dans la fête où se trouve Alain, Martine, Marlène et Alain forment un « triangle œdipien » : « la caméra leur donne tour à tour la position d'autorité et de pouvoir organisateur. » Après être arrivée, Martine est mal à l'aise et cette gène se manifeste par la manière dont elle demande plusieurs fois où elle peut poser ses affaires. Par la suite, pendant que Marlène danse avec un garçon tout en observant Alain qui la regarde aussi, Martine va essayer de se trouver un partenaire. Elle finit par trouver un garçon qui a envie d'elle, mais elle n'arrive pas à répondre à son désir et se met à rire, ce qui humilie le garçon. Elle se retrouve seule sur un canapé, tenant son sac sur les genoux « comme un substitut de sa virginité. » Elle va ensuite, recherchant Marlène, la découvrir dévêtue dans une chambre à l'étage avec Alain, dévêtu lui aussi : « ce qu'elle voit dans l'encadrement de la porte a toute la force de la scène primitive. »

### L'énergie des corps
Dans ce téléfilm « peu scénarisé » et qui contient peu de dialogues, Claire Denis décide d'éviter l'approche psychologique et s'attache avant tout à l'« énergie brute, primitive » des « corps et des pulsions » chez ces adolescents dont l'assouvissement de la libido doit être en permanence contenu. Plusieurs scènes sont significatives de cette situation : le plan-séquence où Alain danse seul dans sa chambre, « comme enfermé dans le cadre » sans pouvoir faire de grands mouvements, « empêché d'exulter » ou l'une des rares scènes très dialoguées de la conversation entre Marlène et Martine où elles ne parlent que de garçons. L'épuisement de cette énergie sexuelle sera marqué par l'avant-dernier plan du film s'attardant sur « trois corps repus, las et vidés. » Dans séquence où Alain danse seul, la réalisatrice explique avoir choisi la danse pour exprimer la solitude, et elle définit cette danse comme « un appel solitaire à l'empathie du spectateur, un cri, une main tendue, [...] comme un monologue dans une tragédie. »
À l'opposé de l'énergie et des désirs des personnages, la cinéaste choisi une manière de filmer basée sur la douceur — que ce soit les semi-obscurités, la caméra à l'épaule qui s'approche des corps et des visages, l'absence d'acte sexuel explicite (dont le passage à l'acte se fera hors-champ) — jouant de la suggestion et rejetant l'explicite pour décrire non pas l'accomplissement sexuel mais bien le désir et le mystère qui y est lié.